# João Fernando Tiago Esberard
João Fernando Santiago Esberard (Barcelona, 10 de outubro de 1843 — Rio de Janeiro, 22 de janeiro de 1897) foi um bispo católico hispano-brasileiro e o primeiro arcebispo do Rio de Janeiro.
Nasceu em Barcelona, Espanha, sendo o filho primogênito de Tiago Fernando Esberard, de nacionalidade belga, e de Antônia Esberard, espanhola. Pouco tempo após seu nascimento, sua família mudou-se para o Brasil, estabelecendo-se no Rio de Janeiro. Aos dez anos, iniciou seus estudos no colégio das Irmãs de Caridade situado à Rua das Marrecas.
Entrou para o Seminário São José, na cidade do Rio de Janeiro, em 1864. Foi ordenado sacerdote aos 24 de agosto de 1869 pelo então bispo Dom Pedro Maria de Lacerda, e cantou sua primeira missa em 8 de setembro do mesmo ano, na Igreja de São Sebastião do Castelo. No dia 25 de junho de 1890, foi nomeado pelo papa Leão XIII para bispo de Olinda como coadjutor, com a sede titular de Geras. Anterior à sua nomeação, fora professor no seminário em que estudara e também capelão no Convento de Santa Teresa.
Foi ordenado bispo no dia 28 de setembro de 1890 na Igreja do Sagrado Coração de Jesus do Seminário de Rio Comprido, por Dom Pedro Maria de Lacerda. Todavia, estando vago o bispado de Olinda, tomou posse do mesmo como titular no dia 12 de maio de 1891. Foi seu antecessor D. José Pereira da Silva Barros, o Conde de Santo Agostinho, removido para o Rio de Janeiro, cujo bispado ficara vago com a morte de D. Lacerda. Dois anos depois, novamente Esberard o sucedeu, com a elevação da diocese do Rio de Janeiro a arquidiocese, em 12 de setembro de 1893.
Faleceu no dia 22 de janeiro de 1897, no Palácio da Conceição, no Rio de Janeiro, vítima de arteriosclerose. Seu corpo foi sepultado na capela do dito palácio episcopal. Sucedeu-o o então bispo de São Paulo, D. Joaquim Arcoverde.